# هاملتون سميث
هاملطن أوثانل سميث (بالإنجليزية: Hamilton Othanel Smith)‏ ـ (ولد في 23 أغسطس 1931) هو عالم أحياء دقيقة أمريكي. تقاسم جائزة نوبل في الطب عام 1978 مع السويسري فرنر أربر والأمريكي دانيال ناثانز لاكتشافهم إنزيم الاقتطاع.
ولد سميث في 23 أغسطس 1931، وتخرج في مدرسة المختبر الجامعي العليا في إربانا بولاية إلينوي، ثم التحق بجامعة إلينوي في إربانا-تشامبين، ولكنه انتقل عام 1950 إلى جامعة كاليفورنيا في بيركلي، حيث حصل على درجة البكالوريوس في الرياضيات سنة 1952. وفي سنة 1956 حصل سميث على شهادة الطب من جامعة جونز هوبكنز. وفي سنة 1975 فاز بزمالة غوغنهايم وقضى فترتها في جامعة زيورخ.
في سنة 1970 اكتشف سميث وكنت ولكوكس أول إنزيم ينتمي إلى النوع الثاني من إنزيمات الاقتطاع (وهو الإنزيم الذي يسمى حاليًا HindII)، ثم اكتشف سميث إنزيم دنا ميثيلاز.

## روابط خارجية
- هاملتون سميث على موقع الموسوعة البريطانية (الإنجليزية)
- هاملتون سميث على موقع مونزينجر (الألمانية)
- هاملتون سميث على موقع إن إن دي بي (الإنجليزية)